# Prolattinoma
Il prolattinoma è un tumore (adenoma) della ghiandola ipofisi che causa aumento della secrezione di prolattina. È una delle più comuni patologie endocrine dell'asse ipotalamo-ipofisario.

## Eziologia
Le cause di questi tumori non sono conosciute. Si sa che molti farmaci (fenotiazine e altri sedativi, farmaci che agiscono sull'apparato digerente come metoclopramide, levosulpiride, domperidone, anti-ipertensivi come reserpina e alfa-metildopa) possono determinare un incremento di prolattinemia, ma non sono responsabili dell'insorgenza dei prolattinomi.

## Patologia
Gli adenomi secernenti prolattina si sviluppano con maggior frequenza nelle regioni laterali dell'ipofisi anteriore, ma possono progredire fino ad occupare la sella turcica e le aree dei lobi anteriore e posteriore. Non sono rari i macroadenomi (tumori con massa superiore a 1 cm³) con espansione extrasellare, anche se i microadenomi (con massa inferiore a 1 cm³) sono i più frequenti.

## Quadro clinico
Le manifestazioni cliniche dell'iperprolattinemia sono: nei maschi, la riduzione della libido e disfunzione erettile e nelle femmine la galattorrea e amenorrea. 
La distribuzione degli adenomi nei due sessi sembra essere uguale, tuttavia i microadenomi paiono più frequenti nelle donne, probabilmente a causa della maggior facilità di individuazione dei sintomi.
La galattorrea è una secrezione lattiginosa dai capezzoli; può manifestarsi con intermittenza, è più comune nelle donne che nell'uomo e non è un reperto costante nei prolattinomi. Un concomitante deficit di ormoni gonadici può impedire la galattorrea, anche in presenza di livelli elevati di prolattina.
Nel 90% delle donne, si osservano amenorrea, oligomenorrea con anovulazione o infertilità. La prolattinemia infatti inibisce la secrezione di GnRH e quindi la secrezione pulsatile degli ormoni LH e FSH, sia il picco di LH a metà ciclo, con conseguente anovulazione. Altri sintomi comprendono aumento di peso, ritenzione di liquidi e irritabilità, oltre a irsutismo e in alcuni casi anche ansia e depressione.
Nell'uomo, il sintomo principale è l'ipogonadismo con riduzione della libido. La falsa attribuzione del calo della libido a fattori psicosociali spiega il riconoscimento tardivo del prolattinoma nei maschi. Le manifestazioni tardive comprendono ipopituitarismo, cefalea non responsiva alle terapie di routine e deficit visivi, a causa del coinvolgimento del chiasma ottico. Comuni anche l'impotenza (per cause tuttora non chiare) e infertilità da ridotta produzione di spermatozoi.

## Terapia
Lo scopo della terapia è quello di riportare innanzitutto i livelli di prolattina entro i limiti e di ridurre le dimensioni della massa tumorale, responsabile degli eventuali disturbi della vista e del blocco delle funzioni pituitarie.
La secrezione di prolattina è inibita fisiologicamente dalla dopamina, pertanto vengono utilizzati farmaci che agiscono con meccanismo simile alla dopamina (i cosiddetti dopamino-agonisti come bromocriptina e cabergolina. Con l'utilizzo di questi farmaci, l'80% dei pazienti risponde con la riduzione dell'adenoma e il ripristino di normali livelli dell'ormone. Il trattamento non deve essere interrotto improvvisamente, ma solo sotto controllo medico, in quanto il tasso di prolattina nel sangue può nuovamente aumentare dopo la sospensione.
Se la terapia medica non ottiene risultato o non viene tollerata a causa di effetti collaterali, si può ricorrere alla chirurgia, ma spesso la sede non è accessibile o il tumore è asportabile solo in parte. In tali casi è d'obbligo una terapia combinata (farmacologica e chirurgica), talvolta associata anche a radioterapia.